# Wheatland Færge
|  | Maskinoversættelse og/eller tvivlsomt indhold Denne sides indhold bærer præg af at være en maskinoversættelse og/eller meget dårligt og uklart formuleret. Det vurderes at sproget er så dårligt og eventuelt forkert eller til at misforstå, at det bør omskrives eller oversættes på ny. Du kan hjælpe med at oversætte til korrekt dansk i denne og lignende artikler. Hvis dette ikke sker inden for kort tid, kan en sletning komme på tale. Se evt. denne sides diskussionsside eller i artikelhistorikken. |

Wheatland Færge er en kabelfærge, der forbinder Marion County og Yamhill County over Willamette-floden i den amerikanske stat Oregon. Færgen sejler cirka 178 meter på tværs af floden, afhængig af flodens højde, og drives af to elektriske motorer, der er forbundet til en indbygget dieselgenerator. Færgen føres af to stålkabler, et nedsænket på nedstrømssiden og en højwire på opstrømssiden. Færgen bruger også wiren til at styre.
Færgerne er alle opkaldt efter Daniel Matheny, der satte færgen op, og nummererede fortløbende. Den seneste, Daniel Matheny V, har været i drift siden 2002 og kan rumme ni biler i stedet for de tidligere seks. Den har sin egen diesel-elektriske generator og er derfor ikke længere afhængig af strøm fra luftledninger. Højwiren bruges kun til at stabilisere færgen mod strømmen.
Færgen drives i fællesskab af Marion og Yamhill County, hvor Marion County tager ansvar for bemanding og drift af færgen. Den er i drift hver dag hvis forholdene tillader det. Om sommeren kan lavvande få færgen til at gå på grund. Uddybningsmaskiner bruges nogle gange til at uddybe færgens sejlrende for at tillade den at sejle længere i den tørre sæson. I regnfulde måneder kan høj vandstand og kraftig strøm forstyrre færgedriften.
Færgen er gratis for fodgængere, men der opkræves afgift for køretøjer.

## Position
Wheatland Færge er placeret på Mile 72 af Willamette River, nær det tidligere samfund af Wheatland og Willamette Mission State Park, og nogenlunde mellem byerne Salem og Newberg. Deres placering er strategisk, da den nærmeste bro er omkring 24 kilometer væk i begge retninger. Wheatland-færgen bruges nogle gange som et alternativ til broen, der krydser Willamette-floden i Salem.

## Historie
Den første Daniel Matheny-færge blev bygget af Daniel Matheny selv i 1850'erne. Færgen var en træflåde drevet af mænd med træstænger.
Den nuværende færge blev bygget i 2001 på Mar-Com Shipyard i Portland, Oregon.

## kontroverser
Wheatland Færge har indimellem været et stridspunkt i lokalpolitik, delvist på grund af de forskellige interesser i forskellige amter. Bilister klager over lange ventetider, hyppige lukninger for vedligeholdelsesarbejde og stigende priser. Konflikter over Salems broer har også en direkte indflydelse på Wheatland Færge.
I 2012 fangede færgen medierne, da det blev kendt, at færgemanden havde styret færgen i beruset tilstand.

## passagerer
Det anslåede antal krydsninger af køretøjer for 2007 var 240.000. Mens Yamhill og Marion amter stadig forsøger at øge antallet af passagerer, kan lange ventetider allerede forekomme i spidsbelastningstider. I høsttiden bruges færgen af landmænd, der leverer deres produkter til konservesfabrikker på den anden side af floden.

## links
- http://www.co.marion.or.us/PW/ferries/Pages/wheatlandhours.aspx
- http://www.salemhistory.net/transportation/ferry_new.htm
- http://photos.salemhistory.net/cdm4/results.php?CISOOP1=all&CISOBOX1=&CISOFIELD1=title&CISOOP2=exact&CISOBOX2=Wheatland%20Ferry&CISOFIELD2=subjec&CISOOP3=any&CISOBOX3=&CISOFIELD3=descri&CISOOP4=none&CISOBOX4=&CISOFIELD4=audiena&CISOROOT=all